# Wang Ling
Wang Ling (9 de junho de 1978) é uma basquetebolista profissional chinesa.

## Carreira
Wang Ling integrou a Seleção Chinesa de Basquetebol Feminino, em Atenas 2004 que terminou na nona colocação. 